# Expedición perdida de Franklin

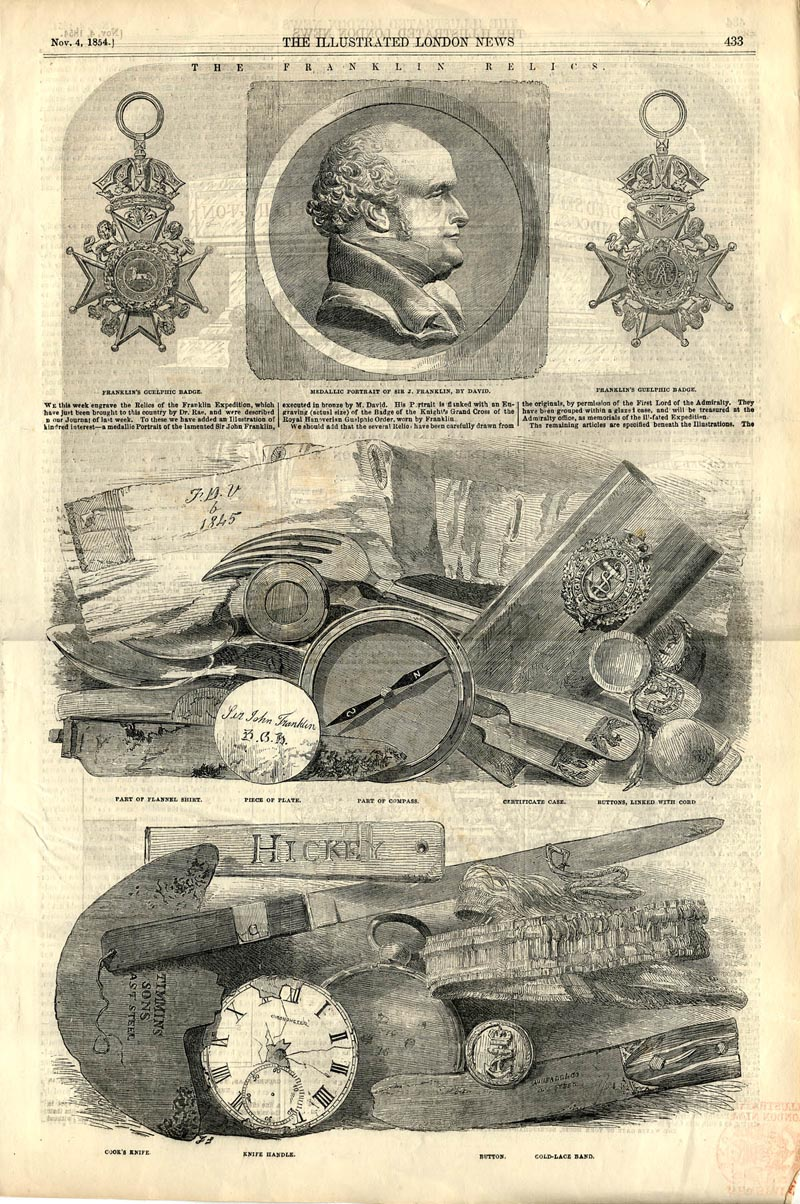
Reliquias de la expedición de Franklin de 1845, del Illustrated London News, 1854.

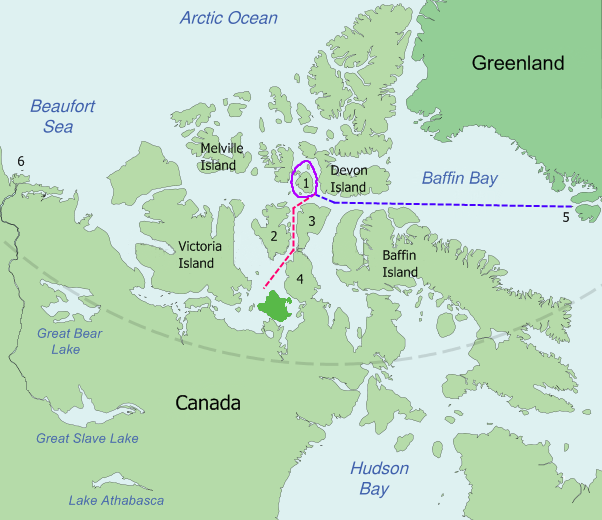
Mapa de las probables rutas seguidas por los barcos HMS Erebus y HMS Terror en la expedición de Franklin.
De la bahía de Disko (5) a isla Beechey, en 1845.
Alrededor de la isla Cornwallis (1), en 1845.
Desde isla Beechey descienden por el estrecho de Peel, entre la isla del Príncipe de Gales (2) y la isla Somerset (3) y la península de Boothia (4), hasta aproximarse a la isla del Rey Guillermo en 1846.La bahía Disko (5) se encuentra a 3.200 kilómetros de la desembocadura del río Mackenzie (6).

La expedición perdida de Franklin fue un viaje fallido de exploración británica del Ártico, dirigido por el capitán sir John Franklin, que partió de Inglaterra en 1845. Franklin era un oficial de la Armada Real y un experimentado explorador que ya había participado anteriormente en tres expediciones árticas, las dos últimas como comandante en jefe. Su cuarta y última expedición comenzó cuando ya tenía 59 años, y tenía como objetivo atravesar y explorar el último tramo del Paso del Noroeste, aún inexplorado. Franklin y los 128 miembros de la tripulación murieron al quedar sus barcos atrapados en el hielo en el estrecho Victoria, cerca de la Isla del Rey Guillermo, en el Ártico canadiense.
Presionado por la esposa de Franklin y por los familiares de los desaparecidos, el Almirantazgo inició en 1848 la búsqueda de la expedición perdida. Animadas en parte por la fama de Franklin —y en parte por la recompensa ofrecida por el Almirantazgo— muchas expediciones se lanzaron a su búsqueda, siendo así que durante cierto período de 1850 participaban en la búsqueda once buques británicos y dos estadounidenses. Varios de estos buques convergieron en la costa este de la isla Beechey, donde se encontraron los primeros vestigios de la expedición, incluyendo las tumbas de tres tripulantes. En 1854, el explorador John Rae, que realizaba una exploración científica desde la costa ártica de Canadá al sureste de la isla del Rey Guillermo, pudo contactar con los inuits, que le refirieron algunas historias sobre los tripulantes de la expedición de Franklin y además le dieron algunos de sus objetos personales que aún conservaban. Una búsqueda dirigida por Francis Leopold McClintock en 1859 descubrió una nota en la isla del Rey Guillermo, que habían dejado allí con detalles sobre el destino de la expedición. La búsqueda continuó infructuosamente durante décadas.
En 1981, un equipo de científicos dirigido por Owen Beattie —profesor de antropología en la Universidad de Alberta— comenzó una serie de estudios científicos de las tumbas, los cuerpos, y otras pruebas materiales dejadas por los miembros de la tripulación de Franklin en las islas de Beechey y del Rey Guillermo. Llegaron a la conclusión de que los miembros de la tripulación cuyos cuerpos habían sido enterrados en la isla de Beechey habrían muerto probablemente de neumonía y tuberculosis, aunque también señalaron la posibilidad de que hubiesen fallecido a causa de un envenenamiento por plomo, proveniente de las soldaduras de las latas de conservas. Más recientemente se ha sugerido que la causa principal no fue la comida enlatada —habitualmente utilizada en la Royal Navy en aquella época— sino las conducciones del sistema de agua potable de los barcos. Se encontraron marcas de cortes en los huesos humanos hallados en la isla del Rey Guillermo, lo que alentó sospechas de canibalismo. La combinación de los resultados de todos los estudios realizados sugirieron que la muerte de los miembros de la expedición fue debida a la hipotermia, el hambre, el envenenamiento por plomo, el escorbuto, las enfermedades y, en general, la exposición a un ambiente hostil para el que carecían de ropa adecuada, todo ello acompañado por una mala nutrición y falta de alimentos.
Después de la pérdida del grupo de Franklin, los medios de comunicación victorianos retrataron a Franklin como un héroe, minimizando el fracaso de la expedición y los informes sobre canibalismo. Se le dedicaron canciones, se levantaron estatuas en su honor en su ciudad natal, Londres, y en Tasmania se le atribuyó el descubrimiento del Paso del Noroeste, aunque en realidad este no fue atravesado hasta la expedición de 1903–06 de Roald Amundsen. Se han realizado muchas obras artísticas sobre la expedición perdida de Franklin: canciones, poemas, cuentos cortos y novelas, así como documentales y series de televisión.
El 7 de septiembre de 2014 uno de los dos barcos perdidos fue hallado en una expedición realizada por investigadores de Parks Canada en un vehículo submarino teledirigido. Los restos del navío fueron hallados cerca de la isla Rey Guillermo, en el territorio de Nunavut. El 12 de septiembre de 2016 se conoció que había sido encontrado el segundo barco, el HMS Terror, también cerca de la isla del Rey Guillermo.

## Antecedentes
La búsqueda de un paso directo desde Europa a Asia propició el Descubrimiento de América por parte de Cristóbal Colón en 1492, y hasta mediados del siglo XX se convirtió en el motivo principal de una larga serie de expediciones de exploración, las originadas en Inglaterra se dirigieron principalmente a América del Norte y las que financió España a Sudamérica, siendo las principales la expedición de Magallanes-Elcano, y la de Vasco Núñez de Balboa a Centroamérica. Estos viajes, que no siempre resultaban un éxito, fueron incrementando progresivamente el conocimiento que los europeos tenían sobre el Hemisferio Occidental, y en particular sobre América del Norte. La propia geografía del continente americano causó que estas expediciones se fuesen desplazando gradualmente hacia el Ártico canadiense. Durante los siglos XVI y XVII, los navegantes más destacados que hicieron descubrimientos geográficos sobre América del Norte fueron Martin Frobisher, John Davis, Henry Hudson y William Baffin. En 1670, la aparición de la Compañía de la Bahía de Hudson supuso un incremento en las exploraciones de las costas, del interior de Canadá y de los mares árticos. Los principales exploradores del siglo XVIII fueron James Knight, Christopher Middleton, Samuel Hearne, James Cook, Alexander MacKenzie y George Vancouver. En 1800, sus descubrimientos demostraron concluyentemente que no existía ningún pasaje del Noroeste navegable por los barcos que estuviese en las latitudes templadas entre el océano Pacífico y el océano Atlántico.: 1–38  América siguió siendo un enorme escollo para la navegación hacia Asia hasta 1914, cuando finalmente se inauguró el Canal de Panamá. 

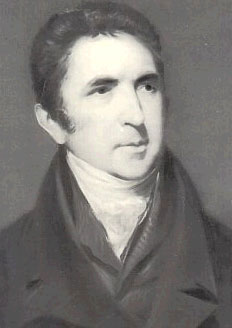
Sir John Barrow promovió los viajes de exploración al Ártico durante el largo período en que ejerció el cargo de Segundo Secretario del Almirantazgo.

En 1804, Sir John Barrow se convirtió en el Segundo Secretario del Almirantazgo, cargo que desempeñó hasta 1845, y comenzó a estimular a la Royal Navy para completar la exploración del pasaje del Noroeste en el norte de Canadá y para navegar hacia el Polo Norte. Durante las siguientes cuatro décadas, los exploradores John Ross, David Buchan, William Edward Parry, Frederick William Beechey, James Clark Ross, George Back, Peter Warren Dease y Thomas Simpson hicieron productivos viajes a la región ártica canadiense. Entre estos exploradores destacó John Franklin, segundo al mando de una expedición hacia el Polo Norte en los buques Dorothea y Trent en 1818, y líder de muchas de esas expediciones por el interior y a lo largo de la costa ártica canadiense en 1819-1822 y 1825-1827. En 1845, como resultado de todas esas expediciones, se había reducido el área inexplorada del Ártico canadiense a un cuadrilátero de unos 181 300 km².: 169  Fue a esta área inexplorada a la que Franklin se dirigió, en dirección oeste a través del Lancaster Sound y luego al oeste y al sur según le permitiese el hielo, las islas y otros obstáculos, para completar así el pasaje del Noroeste. La distancia que navegó fue de aproximadamente 1670 km.: 18–23 

## Preparativos

### Mando

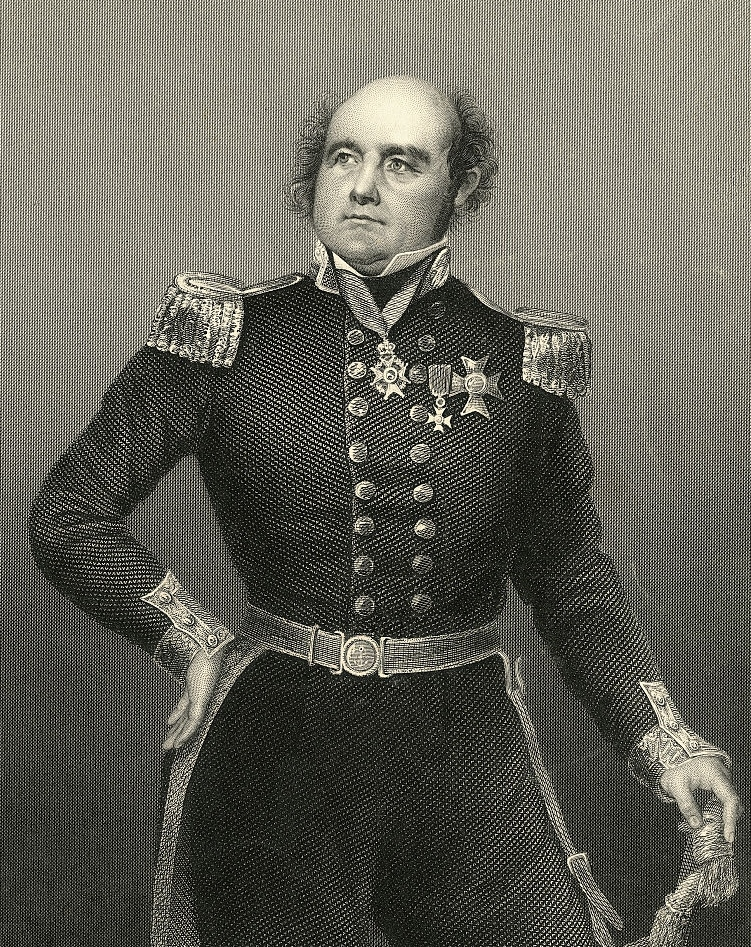
Sir John Franklin. Barrow fue reticente a su nombramiento como jefe de la expedición.

Barrow, que con sus 61 años ya veía acercarse el final de su carrera, estuvo deliberando acerca de quién debía ser nombrado líder de la expedición que completase el pasaje del Noroeste, creyendo erróneamente que toda la zona alrededor del Polo Norte era mar abierto libre de hielo. Parry, su primera elección, alegó estar cansado del Ártico, y educadamente rechazó el mando.: 65–74  Su segunda elección, James Clark Ross, también rehusó debido a que había prometido a su nueva esposa que para él «el Ártico se había acabado».: 65–74  La tercera opción de Barrow, el joven James Fitzjames, fue rechazada por el Almirantazgo en razón de su inexperiencia.: 65–74  Barrow sopesó la candidatura de George Back, pero no lo propuso porque le consideraba demasiado polémico.: 65–74  Francis Crozier, otro posible candidato, era irlandés y de baja cuna, lo que jugó en su contra.: 65–74  Aunque no estaba muy convencido, Barrow no tuvo más remedio que proponer a Franklin, quien por entonces contaba ya 59 años.: 65–74  La expedición se componía de dos barcos, el HMS Erebus y el HMS Terror, cada uno de los cuales había viajado a la Antártida con James Clark Ross. A Fitzjames se le dio el mando del Erebus, y a Crozier, que había mandado el Terror durante la expedición antártica de Ross en 1841-1844, se le nombró oficial ejecutivo y capitán del Terror. Franklin recibió el mando de la expedición el 7 de febrero de 1845, y sus instrucciones oficiales el 5 de mayo de 1845.

### Barcos, tripulación y provisiones
El HMS Erebus, de 378 toneladas, y el HMS Terror, de 331 toneladas, eran barcos sólidamente construidos, de relativa corta eslora; pero con manga ancha, equipados con los últimos avances técnicos en náutica.: 70  Los componentes de la máquina de vapor del Erebus vinieron de Greenwich y Londres por ferrocarril y los del Terror, procedentes más que probablemente de Londres y Birmingham, también llegaron por ferrocarril. Esos motores permitían a los barcos navegar por sus propios medios a una velocidad de 7,4 km/h.: 180  Otros avances tecnológicos incluían refuerzos hechos con vigas arqueadas y placas de hierro, y un dispositivo interno de calefacción por vapor. Además, las hélices llevaban protecciones de hierro para evitar que se dañaran con el hielo. Cada barco llevaba una biblioteca con más de 1000 volúmenes y provisiones para tres años, tanto conservas tradicionales como en el sistema más moderno de conservación en latas.: 71–73  Desafortunadamente, los alimentos en lata se pidieron a última hora y a bajo precio a un proveedor, Stephen Goldner, al que se le adjudicó el contrato el 1 de abril de 1845, solo siete semanas antes de que Franklin zarpase.: 25 y 158  Goldner fabricó precipitadamente 8000 latas, que según se supo más tarde habían sido soldadas con plomo, además de que «se hicieron de una forma burda y descuidada, haciendo que el plomo se infiltrase al interior de la lata como cera derretida».: 113 
La mayoría de los miembros de la tripulación eran ingleses —muchos de ellos originarios del norte del país—, a los que se sumaba un pequeño número de irlandeses y escoceses. Además de Franklin y Crozier, los únicos oficiales con experiencia en el Ártico eran el cirujano y los dos capitanes de los hielos.

## Perdidos
La expedición zarpó de Greenhithe (Inglaterra) la mañana del 19 de mayo de 1845, con una tripulación de 24 oficiales al mando de 110 hombres. Los barcos se detuvieron brevemente en el Puerto Stromness en las islas Orcadas, en el norte de Escocia, y de allí navegaron a Groenlandia junto al HMS Rattler y un buque de transporte, el Barretto Junior.: 74 

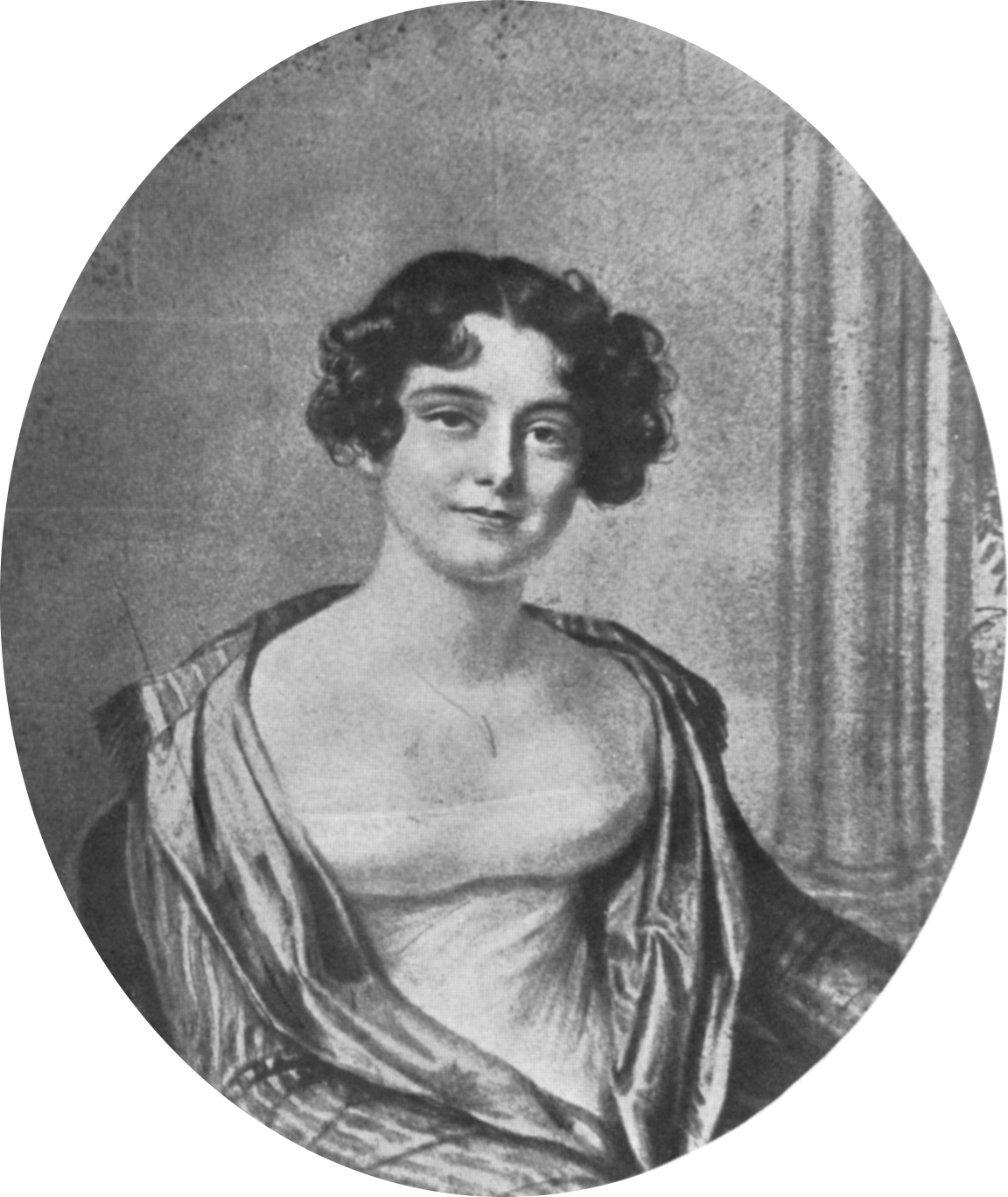
Retrato de Jane Griffin (más tarde Lady Jane Franklin) en 1815 a sus 24 años. Se casó con John Franklin en 1828, un año antes de que fuese nombrado caballero.

En la bahía Disko de la isla Whale Fish, en la costa oeste de Groenlandia, se sacrificaron los diez bueyes que llevaban los barcos de transporte como provisión de carne fresca; los suministros fueron transferidos al Erebus y al Terror y los miembros de la tripulación escribieron sus últimas cartas a casa. Antes de la partida definitiva de la expedición, cinco hombres fueron dados de baja y enviados a casa en el Rattler y el Junior Barretto: con estas bajas, el número de miembros de la expedición quedó fijado en 129. La última vez que fue vista la expedición fue a principios de agosto de 1845, cuando el capitán Dannett del ballenero Prince of Wales y el capitán Robert Martin del ballenero Enterprise encontraron al Erebus y al Terror en la bahía de Baffin. Los barcos de Franklin estaban allí a la espera de condiciones meteorológicas favorables para entrar en el estrecho de Lancaster.: 16–18 
Durante los siguientes 150 años otras expediciones, exploradores y científicos han intentado reunir las piezas de lo que ocurrió con la expedición a partir de ese momento. Los hombres de Franklin pasaron el invierno de 1845-1846 en la isla Beechey, donde tres miembros de la tripulación murieron y fueron enterrados. El Erebus y el Terror quedaron atrapados por el hielo en las proximidades de la isla del Rey Guillermo en septiembre de 1846 y al parecer nunca volvieron a navegar libremente. Según una nota que Fitzjames y Crozier dejaron en la isla, Franklin habría muerto el 11 de junio de 1847, y su tripulación tuvo que pasar los inviernos de 1846-1847 y 1847-1848 en la isla del Rey Guillermo. El 26 de abril de 1848, los miembros de la expedición supervivientes iniciaron la marcha a pie hacia el río Back, que se encuentra en territorio continental canadiense. Nueve oficiales y quince hombres ya habían muerto, y el resto fueron muriendo por el camino, la mayoría en la isla y otros treinta o cuarenta en la costa norte del continente, a cientos de kilómetros de cualquier lugar habitado por occidentales, aunque sí había esquimales por la zona.: 19–50 

## Primeras búsquedas

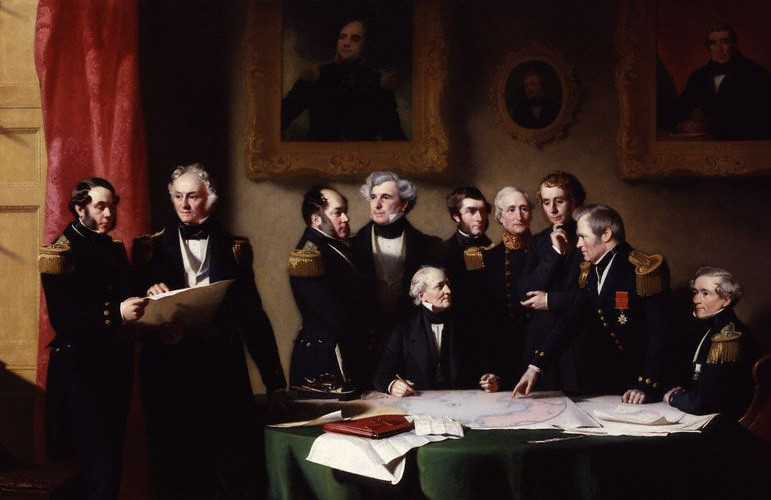
"El Consejo Ártico planea la búsqueda de Sir John Franklin", 1851, por Stephen Pearce.

Transcurridos dos años de la partida de Franklin sin tener noticias de él, la preocupación pública se fue haciendo cada vez mayor, y Lady Jane Franklin, así como los miembros del Parlamento y la prensa británica, instaron al Almirantazgo para que enviase una expedición en su búsqueda. Como respuesta, el Almirantazgo elaboró un triple plan que se inició en la primavera de 1848, envió por tierra un equipo de rescate al mando de Sir John Richardson y John Rae, que bajó por el río Mackenzie hasta la costa ártica de Canadá. Se enviaron dos expediciones por mar, una que buscó por el archipiélago ártico canadiense entrando en él por el Lancaster Sound, y la otra que entró al archipiélago por el lado del Pacífico.: 186–89  Además, el Almirantazgo ofreció una recompensa de 20.000 libras «a cualquier equipo o equipos, de cualquier país, que prestaran ayuda a las tripulaciones de los barcos de exploración bajo el mando de sir John Franklin».: 80  Después del fracaso de las tres expediciones, la preocupación e interés del pueblo británico por el Ártico fue en aumento y «la búsqueda de Franklin se convirtió en nada menos que una cruzada».: 87–88  Se hizo popular una balada llamada «El lamento de Lady Franklin», que fue compuesta en honor de la esposa de Franklin y para impulsar la búsqueda de su marido perdido.: 266 
Muchos se sumaron a la búsqueda. En 1850, once barcos británicos y dos norteamericanos navegaron por el Ártico canadiense.: 102  Varios de ellos convergieron en la costa este de la isla Beechey, donde se encontraron los primeros vestigios de los hombres desaparecidos, incluyendo las tumbas de John Shaw Torrington, John Hartnell y William Braine. No se encontraron mensajes de la expedición de Franklin en ese lugar.

## Búsquedas por tierra

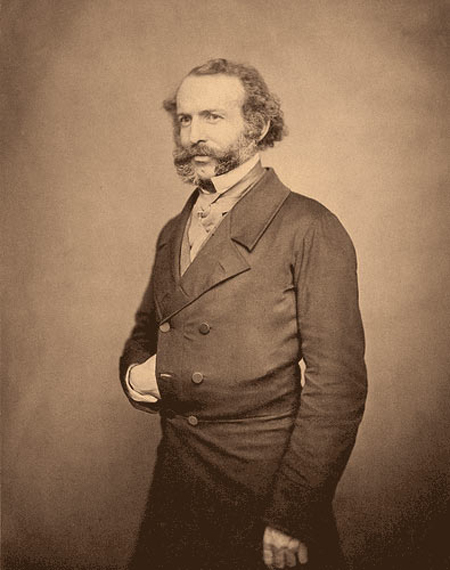
John Rae consiguió de los esquimales los primeros objetos pertenecientes a la expedición e informó de la inanición que padecieron y del canibalismo.

En 1854, John Rae, mientras exploraba la península Boothia para la Compañía de la Bahía de Hudson (HBC), descubrió una prueba más sobre la suerte corrida por los hombres de la expedición. Rae encontró un inuit cerca de Pelly Bay (ahora llamada Kugaaruk), el 21 de abril de 1854, quien le dijo que un grupo de treinta y cinco o cuarenta hombres habían muerto de hambre cerca de la desembocadura del río Back. Otros inuit le confirmaron esa historia, que hablaba también de casos de canibalismo, ya que le contaron que los supervivientes se comían a los fallecidos. Los inuit le enseñaron a Rae muchos objetos que fueron identificados como pertenecientes a Franklin y sus hombres. En concreto, Rae compró a los inuit de Pelly Bay varios tenedores y cucharas de plata más tarde identificados como pertenecientes a Fitzjames, Crozier, Franklin y Robert Osmer Sargent, primer oficial del Erebus. El informe de Rae fue enviado al Almirantazgo, que en octubre de 1854 instó a la HBC a enviar una expedición por el río Back para buscar más rastros de Franklin y sus hombres.: 270–277 
La siguiente búsqueda fue realizada por el jefe de puesto de la HBC James Anderson y el empleado de la misma compañía James Stewart, que viajaron al norte en canoa hasta la desembocadura del río Back. En julio de 1855, unos inuit les dijeron que un grupo de qallunaat ('blancos', en lengua inuit) habían muerto de hambre a lo largo de la costa. En agosto, Anderson y Stewart encontraron un pedazo de madera con la inscripción «Erebus» y otro que llevaba escrito «Sr. Stanley» (cirujano a bordo del Erebus) en la isla de Montreal, que se encuentra en la ensenada Chantrey, donde el río Back desemboca en el mar.
A pesar de los hallazgos de Rae y Anderson, el Almirantazgo no organizó ningún otro plan de búsqueda propio. Gran Bretaña dio oficialmente por fallecidos a todos los miembros de la expedición el 31 de marzo de 1854.: 2  La señora Franklin, al no conseguir convencer al gobierno para que organizase y financiase otra búsqueda, se encargó de hacerlo personalmente, para lo que le propuso a Francis Leopold McClintock comandar esa expedición. El barco para la expedición fue la goleta a vapor Fox, comprada con el dinero recaudado en una suscripción pública. Zarpó de Aberdeen el 2 de julio de 1857. 

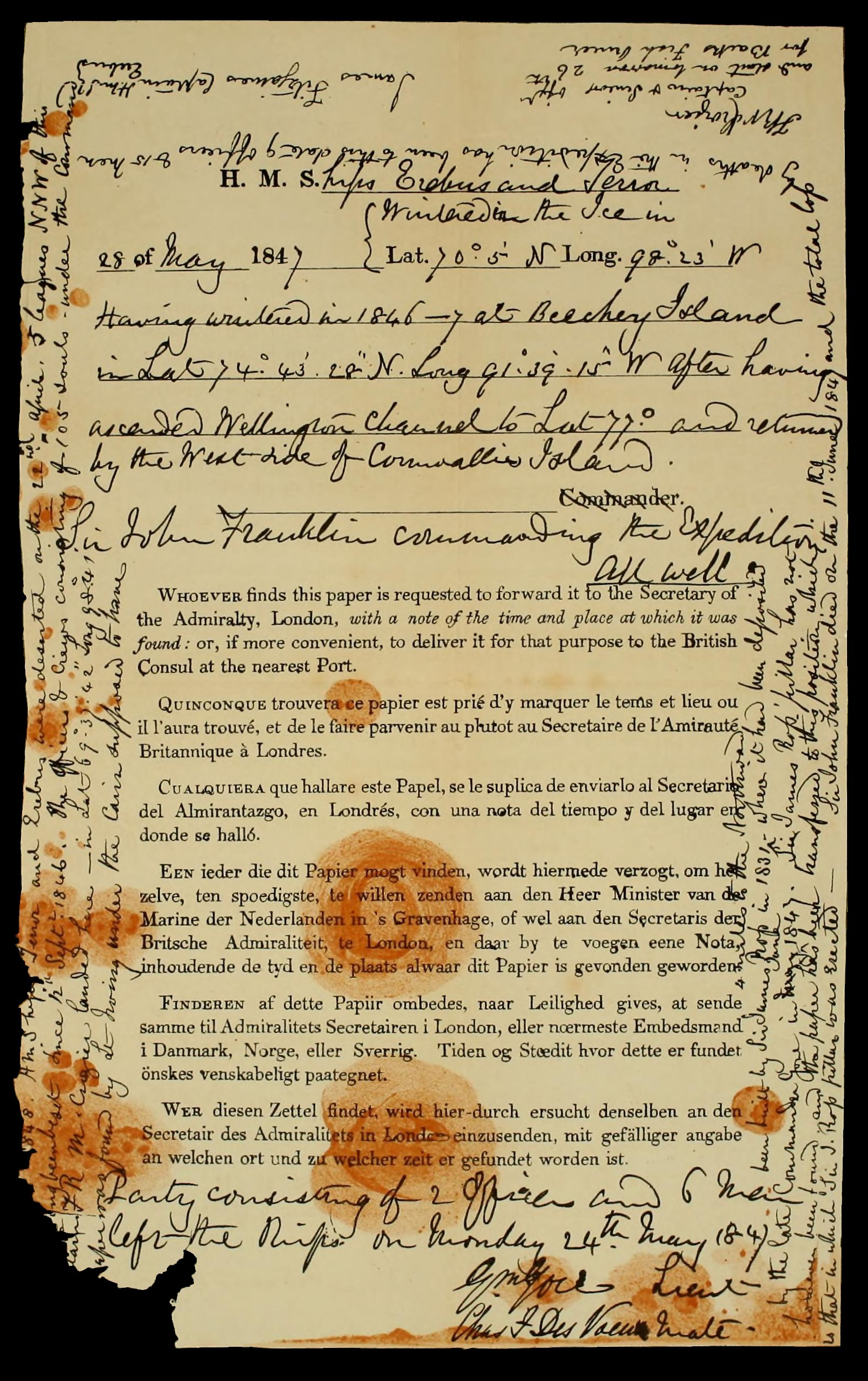
La nota encontrada por McClintock en mayo de 1859 en un montículo de piedras en la bahía Back, en la isla del Rey Guillermo, en la que se detalla el destino de la expedición.

En abril de 1859, varios grupos de hombres en trineo partieron del Fox para buscar en la isla del Rey Guillermo. El 5 de mayo, el equipo liderado por el teniente de la Royal Navy William Hobson encontró en un montículo de piedras un documento dejado por Crozier y Fitzjames.: 8–9  Contenía dos mensajes, el primero, del 28 de mayo de 1847, decía que el Erebus y el Terror habían invernado en el hielo de la costa noroeste de la isla del Rey Guillermo, y que el año anterior lo habían hecho en la isla de Beechey, circunnavegando después la isla Cornwallis. «Sir John Franklin comandante de la expedición. Todos bien», decía el mensaje.: 292  El segundo mensaje, escrito en los márgenes de la misma hoja de papel, era mucho más inquietante. El mensaje, de fecha 25 de abril de 1848, informaba que el Erebus y el Terror habían quedado atrapados en el hielo durante un año y medio, siendo abandonados por la tripulación el 22 de abril. Veinticuatro oficiales y miembros de la tripulación habían muerto, entre ellos Franklin, que murió el 11 de junio de 1847, apenas dos semanas después de la fecha de la primera nota. Crozier quedó al mando de la expedición, y los 105 supervivientes tenían previsto iniciar un viaje el día siguiente en dirección sur, hacia el río Back.
La expedición de McClintock también encontró un esqueleto humano en la costa sur de la isla del Rey Guillermo. Seguía aún vestido, le registraron y encontraron algunos documentos, entre ellos un certificado de marinero a nombre del suboficial Henry Peglar (n. 1808), capitán de proa en el HMS Terror. Sin embargo, dado que el uniforme era el de camarero del barco, lo más probable es que el cuerpo fuese el de Thomas Armitage, camarero y encargado de la armería, compañero de Peglar, cuyos documentos se debió llevar consigo.: 295–96  En otro sitio, en el extremo oeste de la isla, Hobson descubrió un bote salvavidas que contenía dos esqueletos tapados con mantas y varios objetos pertenecientes a la expedición de Franklin. En el bote había una gran cantidad de equipo abandonado, incluyendo botas, pañuelos de seda, jabón perfumado, esponjas, zapatillas, peines y muchos libros, entre ellos una copia de El Vicario de Wakefield. McClintock también recogió los testimonios de los inuit acerca del desastroso final de la expedición.: 34–40 

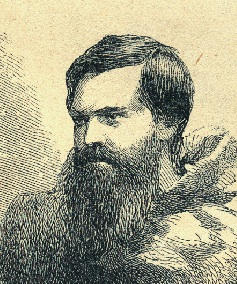
Charles Francis Hall.

Charles Francis Hall dirigió dos expediciones, entre 1860 y 1869, y vivió con los inuit, cerca de la bahía de Frobisher en la isla de Baffin, y más tarde en la bahía Repulse, en la costa continental del norte de Canadá. Encontró campamentos, tumbas y objetos de la expedición de Franklin en la costa sur de la isla del Rey Guillermo, pero ningún superviviente. Al principio creía que se encontraban entre los inuit, pero al final llegó a la conclusión de que todos los componentes de la expedición habían muerto, y estaba convencido de que los documentos de la expedición se encontraban en algún lugar en un montículo de piedras.: 12–15  Con la ayuda de sus guías Ebierbing y Tookoolito, Hall llenó cientos de páginas con los testimonios de los inuit. Entre estos materiales están los relatos de las visitas que los esquimales realizaron a los buques de Franklin, y la narración de un encuentro con un grupo de hombres blancos en la costa sur de la isla Rey Guillermo, cerca de la bahía Washington. En la década de 1990, este testimonio fue ampliamente investigado por David C. Woodman, y fue la base de dos libros, Unravelling the Franklin Mystery (1992) y Strangers Among Us (1995), en los que se reconstruyen los últimos meses de la expedición.
La esperanza de encontrar estos documentos perdidos impulsó al teniente Frederick Schwatka, del Ejército de los Estados Unidos, a organizar una expedición a la isla entre 1878 y 1880. Viajando a la bahía de Hudson en la goleta Eothen, Schwatka organizó un equipo que incluía a esquimales que habían ayudado a Hall, viajaron hacia el norte a pie y en trineo con perros, entrevistó a los inuit y visitó sitios conocidos o probables en los que habían estado los miembros de la expedición de Franklin y en los que habían invernado en la isla del Rey Guillermo. Aunque Schwatka no encontró los documentos que buscaba, en un discurso que hizo tras una cena dada en su honor por la American Geographical Society en 1880, señaló que su expedición había hecho «el viaje en trineo más largo que jamás se había hecho, tanto en lo que respecta a su duración como a la distancia recorrida»;: 115–116  su expedición en trineo duró once meses y cuatro días y recorrieron 4.360 kilómetros. Fue la primera expedición por el Ártico en la que sus componentes hicieron la misma dieta que los inuit, y como conclusión de la expedición se estableció la pérdida de los documentos de Franklin «más allá de toda duda razonable».: 115–116  La expedición de Schwatka no encontró restos de la expedición de Franklin al sur de un lugar conocido como Starvation Cove, en la península de Adelaida. Este lugar queda al norte del objetivo de Crozier, el río Back, y a varios cientos de kilómetros de distancia de la zona habitada por occidentales más cercana, que estaba en el Gran Lago del Esclavo.

## Expediciones científicas

### 1981: excavaciones en la isla del Rey Guillermo
En junio de 1981, Owen Beattie, un profesor de antropología de la Universidad de Alberta, comenzó el Proyecto de Antropología Forense de la expedición de Franklin, 1845-1848 (1845–48 Franklin Expedition Forensic Anthropology Project, FEFAP) cuando él y su equipo de investigadores y auxiliares de campo viajaron desde Edmonton a la isla del Rey Guillermo y anduvieron por la costa occidental de la isla siguiendo los pasos de la expedición de Franklin 132 años antes. El FEFAP esperaba encontrar artefactos y restos óseos con el fin de utilizar las modernas técnicas forenses para establecer las identidades y causas de muerte de los 129 hombres fallecidos.: 51–52 
Aunque durante la caminata encontraron restos arqueológicos de los europeos del siglo XIX, así como restos humanos, Beattie estaba decepcionado pues la cantidad encontrada era escasa. Al examinar los huesos de los miembros de la tripulación de Franklin, encontraron en ellos las señalas características del escorbuto que padecieron por la falta de vitamina C.: 56  Después de regresar a Edmonton, Beattie revisó sus datos y observaciones con Savelle James, un arqueólogo del Ártico, y detectaron en los huesos marcas que solo se podían atribuir a la práctica del canibalismo.: 58–62  Para averiguar datos sobre la salud y la dieta de la tripulación de Franklin, envió muestras de hueso al Alberta Soil and Feed Testing Laboratory para su análisis químico, buscando trazas de elementos y compuestos significativos. El análisis encontró un inesperado y alto nivel de plomo en los huesos, con una concentración de 226 partes por millón (ppm), cantidad diez veces superior a la encontrada en las muestras de control, que se habían tomado de esqueletos de los inuit de la misma área geográfica, y que era de 26-36 ppm.: 83 

### 1982: excavaciones en la isla del Rey Guillermo
En junio de 1982, un equipo formado por Beattie; Walt Kowall, un estudiante graduado en antropología en la Universidad de Alberta; Arne Carlson, un estudiante de arqueología y geografía de la Universidad Simon Fraser de Columbia Británica; y Arsien Tungilik, un estudiante esquimal que trabajaría de ayudante sobre el terreno, se trasladaron a la costa occidental de la isla del Rey Guillermo, donde volvieron sobre los pasos de McClintock en 1859 y de Schwatka en 1878-1879.: 63  Durante la expedición descubrieron los restos de entre seis y catorce hombres en un lugar próximo a donde McClintock encontró el bote salvavidas, y también encontraron varios objetos de la expedición, incluyendo una bota completa que llevaba unos clavos improvisados en la suela para facilitar el agarre al hielo.: 77–82 

### 1984: excavaciones y exhumaciones en la isla Beechey
Después de regresar a Edmonton en 1982, Beattie luchó por encontrar una explicación a los altos niveles de plomo hallados en los huesos recuperados en la expedición de 1981. Entre las posibles causas estaban las soldaduras de plomo de las latas de conservas, los envases de otros alimentos revestidos con plomo, los colorantes alimentarios, el tabaco, las vajillas de peltre y los pabilos de las velas con plomo. Llegó a sospechar que los problemas de envenenamiento por plomo, combinados con los efectos del escorbuto, pudieron haber sido letales para la tripulación de Franklin. Sin embargo, dado que el plomo de los huesos podría explicarse por la exposición al plomo a lo largo de la totalidad de la vida de los sujetos en lugar de haberse limitado tan solo a la exposición durante el viaje, la teoría de Beattie solo se podría probar con el examen forense de los tejidos blandos en lugar de los huesos. Beattie decidió entonces examinar las tumbas de los miembros de la tripulación enterrados en la isla Beechey.: 83–85 

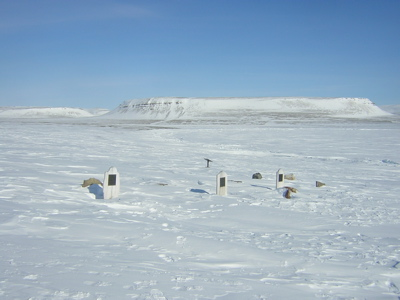
Tumbas de los tripulantes enterrados en la isla Beechey (2004).

Tras obtener permiso legal,: 86–87  el equipo de Beattie viajó a la isla Beechey en agosto de 1984 para realizar las autopsias de los tres tripulantes enterrados allí.: 85  Comenzaron con el primer miembro de la tripulación en morir, el jefe de los fogoneros John Shaw Torrington. Después de completar la autopsia de Torrington, exhumaron y realizaron un breve examen del cuerpo de John Hartnell. El equipo, presionado por la escasez de tiempo y por las tormentas que ya tenían encima, regresó a Edmonton con muestras de tejidos y huesos.: 111–120  El análisis de trazas de elementos de los huesos y del cabello de Torrington indicó que los tripulantes «habían sufrido graves problemas físicos y mentales causados por el envenenamiento por plomo».: 123  A pesar de que la autopsia indicó que la neumonía fue la causa última de la muerte del tripulante, el envenenamiento por plomo fue citado como un factor que influyó de forma importante.: 122–123 
Durante la expedición, el equipo visitó un lugar, a un kilómetro al norte de la fosa común, donde examinaron fragmentos de cientos de latas de conserva desechadas por los hombres de Franklin. Beattie señaló que las costuras fueron mal soldadas con plomo, lo que probablemente hizo que entrase en contacto directo con los alimentos.: 158  La publicación de los hallazgos de la expedición de 1984 y la foto del cadáver de Torrington, que 138 años después de su muerte estaba muy bien conservado en el permafrost de la tundra, hizo que los medios de comunicación tratasen ampliamente en el tema y se renovase el interés por la expedición de Franklin.
Investigaciones posteriores sugirieron que una fuente mucho más probable para el plomo fue el sistema de almacenamiento y conducción del agua dulce en los barcos antes que la comida enlatada. K.T.H. Farrer dijo que «es imposible explicar cómo se podía comer la cantidad de alimentos enlatados necesarios para ingerir 3,3 mg de plomo diarios durante ocho meses, necesaria para elevar el nivel de plomo a 80 μg/dL, cantidad a partir de la cual los síntomas de la intoxicación por plomo comienzan a aparecer en los adultos», y además dijo que «no se sostiene que el plomo en los huesos en unas personas mayores pudo acumularse por la ingestión de alimentos contaminados con plomo durante tan solo un período de pocos meses, o incluso tres años». Por otro lado, es un hecho conocido que los alimentos en conserva eran de uso generalizado en la Royal Navy en esa época, y ello no significó que hubiese envenenamiento por plomo en otros barcos. Sin embargo, como algo excepcional, a los barcos de esta expedición se les había dotado con motores de locomotoras de ferrocarril, lo que requiere una cantidad de agua estimada en una tonelada por hora para producir el vapor. Es muy probable que por esta razón los buques dispusiesen de un único sistema de suministro de agua para el consumo humano y para alimentar la máquina de vapor, y ello implicaba que grandes cantidades de agua se contaminasen con el plomo con el que estaba construido todo el sistema de almacenamiento y distribución. Esto parece representar una fuente mucho más probable para los altos niveles de plomo observados en los restos de los miembros de la expedición que el de las latas de conservas.

### 1986: exhumaciones en la isla Beechey
En 1986 se realizó una nueva investigación de las tumbas. Una cámara filmó el proceso, y el resultado fue incluido en un documental de 1988 de la televisión para el canal Nova titulado Enterrados en el hielo. Con unas condiciones sobre el terreno bastante difíciles, Derek Notman, un radiólogo y doctor en medicina de la Universidad de Minnesota, y el técnico en radiología Larry Anderson, hicieron muchas radiografías de los restos de los miembros de la tripulación antes de que se les realizase la autopsia. Barbara Schweger, una especialista en indumentarias árticas, y el patólogo Roger de Amy, ayudaron en la investigación.: 130–145 
Beattie y su equipo descubrieron que alguien había intentado exhumar a Hartnell. En el esfuerzo, una piqueta había dañado la tapa de madera del ataúd y la placa del ataúd había desaparecido.: 116  La investigación posterior realizada en Edmonton puso de manifiesto que sir Edward Belcher, comandante de una de las expediciones de rescate de Franklin, había ordenado la exhumación de Hartnell en octubre de 1852, pero se vieron frustrados por el permafrost. Un mes más tarde, Edward Augustus Inglefield, comandante de otra expedición de rescate, volvió a intentar la exhumación y eliminó la placa del ataúd.: 116–118 
A diferencia de la tumba de Hartnell, la del soldado raso William Braine estaba completamente intacta.: 146–147  Cuando fue exhumado, el equipo de investigación observó que su entierro había sido apresurado. Sus brazos, el cuerpo y la cabeza no habían sido cuidadosamente colocados en el ataúd, y le habían puesto la camiseta al revés.: 150  El ataúd parecía demasiado pequeño para él, y la tapa incluso presionaba su nariz. Una gran placa de cobre con su nombre y otros datos personales fue clavada y adornaba la tapa del ataúd.: 148 

### 1992: emplazamiento de la isla del Rey Guillermo
En 1992, un equipo de arqueólogos y antropólogos forenses identificaron un emplazamiento que ellos etiquetaron como NgLj-2 en la costa occidental de la isla del Rey Guillermo. El sitio coincide con la descripción física dada por Leopold McClintock del «sitio del bote». Allí se realizaron excavaciones, descubriéndose unos 400 huesos y fragmentos óseos, así como objetos que van desde piezas de cerámica a botones y herrajes de latón. El examen de estos huesos realizado por Anne Keenleyside, la forense de la expedición, mostró niveles elevados de plomo y muchas marcas de cortes «como los hechos al descarnar». Con los datos obtenidos en esta expedición se confirmó, y se ha aceptado, que algunos hombres de Franklin recurrieron al canibalismo cuando estuvieron al borde de la inanición.

### 1992: búsqueda de los restos del naufragio
En 1992, el autor de un libro sobre Franklin, David C. Woodman, con la ayuda del experto en magnetómetros Brad Nelson, organizó el «Proyecto Ootjoolik» para buscar los restos del naufragio del que hablaron los inuit que habían indicado como lugar del naufragio las aguas próximas a la Península de Adelaida. Con la colaboración de un avión del National Research Council y otro de las fuerzas canadienses, cada uno equipado con un delicado magnetómetro, exploraron una gran área al oeste de Grant Point y desde una altura de 60 metros. Se identificaron más de sesenta puntos con fuertes señales magnéticas, de los que cinco se encontraban en los lugares que se habían considerado como más probables para el lugar del naufragio de los buques de Franklin.

### 1993: siguiente búsqueda de los restos del naufragio
En 1993, el Dr. Joe McInnis y Woodman organizaron un intento para identificar los objetivos prioritarios que se descubrieron el año anterior. Fletaron un avión y aterrizaron sobre el hielo en tres de los lugares, se perforó un agujero a través del hielo, y por él se bajó un pequeño sonar de barrido para obtener datos del fondo del mar. Lamentablemente, debido a las condiciones del hielo y la incertidumbre sobre la exactitud de la navegación que les llevó a esos puntos, no se encontró nada, a pesar de las coincidencias con las indicaciones de los inuit sobre el lugar del naufragio. 

### 1994: isla del Rey Guillermo
En 1994, Woodman organizó y dirigió una búsqueda por tierra en la zona de la ensenada Collinson, nombre moderno para el Victoria Point, en busca de la tumba de la que había hablado recientemente un cazador esquimal llamado Supunger. Un equipo de 10 personas estuvieron buscando durante 10 días bajo el patrocinio de la Canadian Geographical Society, y la exploración fue filmada por la CBC para el programa Focus North. No se encontró nada.

### 1995: siguiente expedición a la isla del Rey Guillermo
En 1995, fue organizada una expedición conjuntamente por Woodman, George Hobson y el aventurero estadounidense Steven Trafton, con cada uno de los equipos buscando por su lado. El grupo de Trafton viajó a la isla Clarence para investigar las historias de los inuit sobre «un montículo de piedras del hombre blanco», el cual fue localizado, pero no había nada en él. El equipo del Dr. Hobson, acompañado por la arqueóloga Margaret Bertulli, investigó el «campamento de verano» que se encuentra a unas pocas millas al sur del cabo Félix, donde encontraron algunos restos de la expedición de Franklin. Woodman, con dos compañeros, viajó al sur desde la bahía Wall hasta Victoria Point, investigando todos los lugares a lo largo de la costa donde pudiesen haber acampado los hombres de Franklin, encontrando solo algunas latas oxidadas en un campamento hasta entonces desconocido cerca del cabo Maria Louisa.

### 1997: búsqueda de los restos del naufragio
En 1997, la compañía cinematográfica canadiense Eco-Nova organizó la expedición «Franklin 150» para investigar con el uso de sonar los puntos localizados en 1992 en los que había fuertes señales magnéticas. El arqueólogo principal fue Robert Grenier, que contó con la ayuda de Margaret Bertulli, y de nuevo participó Woodman como historiador de la expedición y coordinador de la búsqueda. Los trabajos se realizaron desde el rompehielos Laurier de la Guardia Costera canadiense. Se exploraron aproximadamente 40 kilómetros cuadrados cerca de la isla Kirkwall sin resultado. Cuando otro equipo que actuaba por separado encontró restos de la expedición de Franklin, principalmente láminas de cobre y algunos objetos pequeños en las playas de unos islotes al norte de la isla O'Reilly, la búsqueda principal se desplazó a esa zona, pero el mal tiempo impidió las investigaciones, no pudiendo hacer nada importante antes de que acabase el tiempo que tenían marcado. Se filmó un documental sobre la expedición titulado Oceans of Mystery: Search for the Lost Fleet, producido por Eco-Nova.

### 2000: búsqueda de los restos del naufragio
El año 2000, James Delgado, del Museo Marítimo de Vancouver, organizó una reedición del histórico viaje del St. Roch, transitando por el pasaje del Noroeste con el Nadon, barco de la Real Policía Montada, y el Simon Fraser. Sabiendo que el hielo podría demorar el viaje en la zona de la isla del Rey Guillermo, ofreció a sus amigos Hobson y Woodman el uso del velero Nadon como barco de exploración, y con él también el sonar Kongsberg/Simrad SM2000 que llevaba para buscar por la zona norte de la isla de Kirkwall, aunque sin resultado.

### 2001-2004: siguiente búsqueda de los restos del naufragio
Woodman organizó tres expediciones para continuar con el trazado de mapas con los sitios probables del naufragio, utilizando el magnetómetro. Una empresa privada patrocinó la expedición de 2001, y el Irish-Canadian Franklin Search las expediciones de 2002 y 2004. Estas emplearon un magnetómetro montado sobre un trineo que fue recorriendo el hielo marino, finalizando así en 2001 la exploración del área de búsqueda de la zona norte de la isla de Kirkwall que no se terminó anteriormente, y en 2002 y 2004 toda la zona sur de la isla de O'Reilly. Todos los puntos con señales magnéticas de importancia detectados a través del hielo resultaron ser de origen geológico. En 2002 y 2004 se encontraron algunos objetos de la expedición perdida, así como señales de campamentos en un pequeño islote al noreste de la isla de O'Reilly durante la búsqueda por la costa.

### 2008: nueva búsqueda de los restos del naufragio
En agosto de 2008, se anunció una nueva búsqueda que iba a ser dirigida por Robert Grenier, un arqueólogo del organismo Parks Canada. Esta búsqueda esperaba obtener resultados aprovechando la mejora de las condiciones de hielo y el uso de un moderno sonar de barrido lateral desde un barco en aguas abiertas. Grenier también esperaba encontrar nuevas pistas a partir de los testimonios orales de los inuit recogidos por Dorothy Harley Eber. Algunos de los informantes de Eber habían ubicado los restos de uno de los buques de Franklin en las proximidades de la isla de la Royal Geographical Society, una zona en la que no se había buscado en las anteriores expediciones. La búsqueda iba a incluir a un historiador local inuit, Louie Kamookak, que había encontrado importantes restos de la expedición que hoy forman parte la cultura indígena.

### 2014: hallazgo delHMS Erebus
En el verano de 2014 se anunció que finalmente uno de los dos barcos de Franklin, el HMS Erebus, había sido localizado en el golfo de la Reina Maud, al oeste de la isla de O‘Reilly.

### 2016: expedición de la Fundación Arctic Research. Hallazgo delHMS Terror
El 12 de septiembre de 2016 se anunció que la expedición de la Fundación Arctic Research había encontrado el lugar de naufragio del HMS Terror al sur de la isla King William, en Terror Bay (68°54′13″N 98°56′18″O / 68.90361, -98.93833), en buenas condiciones. Su localización se encontraba muchas millas al sur de la última ubicación conocida del Terror.
Con el hallazgo del HMS Terror en 2016, y del HMS Erebus en 2014, se pone fin al misterio de la desaparición de los navíos de la expedición de Franklin, y se abren nuevas preguntas sobre la ruta que pudieran haber seguido los buques tras ser abandonados por las tripulaciones al norte de King William Island, y sobre si llegaron al lugar del naufragio navegando (es decir, si las tripulaciones volvieron a embarcar en algún momento tras el abandono) o fueron arrastrados por la deriva del hielo. Dada la buena conservación general de los naufragios, existen esperanzas de encontrar documentos u otros objetos que arrojen luz sobre la última singladura de estos barcos.

### Conclusiones científicas
Los estudios del FEFAP sobre el terreno, con las correspondientes excavaciones y exhumaciones, duraron más de diez años. Los resultados de este estudio de los objetos y restos humanos de la isla del Rey Guillermo y de la isla Beechey mostraron que en la isla Beechey lo más probable es que los tripulantes falleciesen de neumonía, y quizás también por tuberculosis, que fue sugerida por la evidencia de la enfermedad de Pott descubierta en Braine. Los informes toxicológicos apuntan a un envenenamiento por plomo como posible factor coadyuvante. Se encontraron marcas de corte de cuchillo en los huesos de algunos de los tripulantes, que fueron interpretados como signos de canibalismo. La evidencia sugiere que una combinación de frío, hambre, incluyendo el escorbuto y enfermedades tales como la neumonía y la tuberculosis, todas agravadas por el envenenamiento por plomo, produjeron la muerte de la totalidad del equipo de Franklin.: 161–163 

## Otros factores
La ruta elegida por Franklin para cruzar el pasaje les llevó a navegar por el lado oeste de la isla del Rey Guillermo, y supuso meter al Erebus y al Terror en «... una serie de campos de hielo... [que] no siempre dejaban paso libre en los cortos veranos...»,: 42  mientras que la ruta a lo largo de la costa oriental de la isla estaba libre de hielos de forma habitual en verano,: 42  y más tarde fue utilizada por Roald Amundsen cuando navegó con éxito por todo el pasaje del Noroeste. La expedición de Franklin, bloqueada en el hielo durante dos inviernos en el estrecho de Victoria, era de tipo naval, ni iba preparada, ni sus miembros estaban entrenados para viajar por tierra. Algunos de los miembros de la tripulación dejaron el Erebus y el Terror y viajaron hacia el sur, pero llevando consigo muchos artículos que no eran necesarios para la supervivencia en el Ártico. McClintock observó una gran cantidad de mercancías pesadas en el bote salvavidas que encontró, pensó que aquello era «una mera acumulación de peso muerto, de escasa o nula utilidad y que probablemente agotó a la tripulación al arrastrarlo por el hielo».: 39–40  Además, los factores culturales pudieron haber impedido a la tripulación el pedir ayuda a los inuit en cuanto se vieron en dificultades y sobre todo emplear sus técnicas de supervivencia.: 336–37 

## Legado histórico
La consecuencia inmediata más importante de la última expedición de Franklin fue el cartografiado de varios miles de kilómetros de la costa hasta la fecha inexplorados; como Richard Cyriax ha señalado, «la pérdida de la expedición supuso probablemente muchos más conocimientos geográficos que si hubiese tenido éxito».: 198  Al mismo tiempo, hizo que el Almirantazgo acabase perdiendo interés por la exploración del Ártico, y se observa un lapso de muchos años hasta la expedición Nares, que confirmó que no había "ninguna vía" practicable para llegar al Polo Norte. Estas palabras marcaron el final de la participación de la Royal Navy en la exploración del Ártico, y el final de una era en la que tales hazañas fueron mayoritariamente vistas por el público británico como unos gastos y unos esfuerzos humanos necesarios. Como apareció escrito en The Athenaeum: «Pensamos que compensaba hacer el gasto y el esfuerzo a la vista de los resultados de esas expediciones árticas, aunque nos preguntásemos si en definitiva merecía la pena correr tantos riesgos para alcanzar algo tan difícil y que una vez alcanzado era algo sin utilidad». La travesía por el pasaje del Noroeste, realizada en 1903-1905 por Roald Amundsen con la expedición Gjøa, acabó definitivamente con varios siglos de búsqueda del pasaje del Noroeste.

## Legado cultural

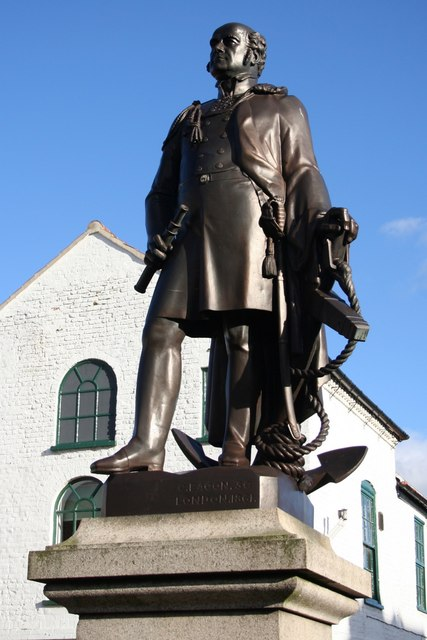
Estatua de John Franklin en su ciudad natal de Spilsby, Lincolnshire, Inglaterra.

Tras la pérdida de los miembros de la expedición de Franklin, durante muchos años, la prensa victoriana retrató a Franklin como a un héroe que condujo a sus hombres en la búsqueda del pasaje del Noroeste. En su ciudad natal, una estatua de Franklin lleva la inscripción «Sir John Franklin - Descubridor del Paso del Noroeste», y hay estatuas de Franklin en la entrada del Ateneo en Londres y en Tasmania que llevan inscripciones similares. Aunque los detalles del destino de la expedición, incluidos los de la posibilidad de la práctica del canibalismo, fueron ampliamente debatidos, la reputación de Franklin ante el público victoriano no disminuyó. Más recientemente, el misterio que rodea la última expedición de Franklin fue tema de un episodio en 2006 de la serie de televisión de NOVA titulada Arctic Passage, y en 2007 se realizó un documental de televisión titulado «Franklin, la expedición perdida», en Discovery HD Theater. 
En memoria de la expedición perdida, una subdivisión de los Territorios del Noroeste de Canadá fue denominada como el Distrito de Franklin. 

### La expedición en la ficción y en las artes
Desde la década de 1850 hasta la actualidad, la última expedición de Franklin ha inspirado numerosas obras literarias. La primera fue una obra de teatro, The Frozen Deep, escrita por Wilkie Collins, con la asistencia y la producción de Charles Dickens. Se representó en un teatro de aficionados, en Tavistock House, a principios de 1857, y después en el Royal Gallery of Illustration y se hizo una representación privada para la reina Victoria, además de representarse para el público del Manchester Trade Union Hall. La noticia de la muerte de Franklin, en 1859, inspiró elegías, entre ellas una de Algernon Charles Swinburne. 

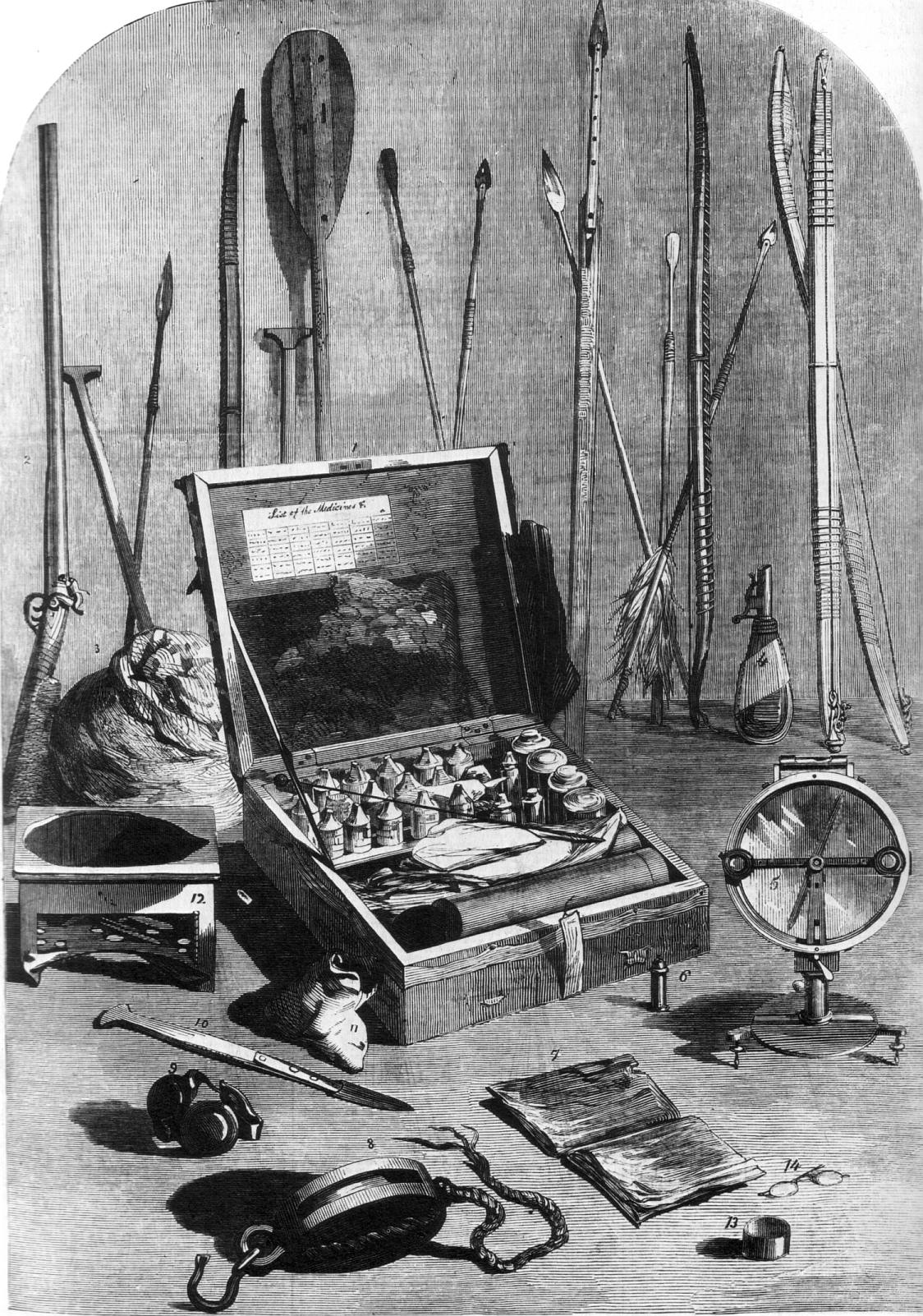
Objetos de la expedición de Franklin recuperados en 1857 por Leopold McClintock.

Entre las obras de ficción inspiradas por la última expedición de Franklin, destaca en primer lugar la novela de Julio Verne Las aventuras del capitán Hatteras de 1866, en la que el protagonista de la novela trata de seguir los pasos de Franklin y descubre que el Polo Norte está dominado por un enorme volcán. El novelista alemán Sten Nadolny, en su novela El descubrimiento de la lentitud (1983), narra la totalidad de la vida de Franklin, tocando solo brevemente su última expedición. Otros tratamientos novelísticos recientes de Franklin son los de Mordecai Richler en Solomon Gursky estuvo aquí, The Rifles (1994), de William T. Vollmann, North With Franklin: The Journals of James Fitzjames (1999), de John Wilson, y The Terror, de Dan Simmons. La expedición conforma el punto de partida para la campaña Walker in the Wastes, publicada para el juego de rol La Llamada de Cthulhu por la editorial británica Pagan Publishing. Más recientemente, Clive Cussler, en su novela de 2006 Artic Drift, trata como tema central la historia de la expedición Franklin, y Wanting, de Richard Flanagan (2009), en la que se refiere a los hechos, tanto en Tasmania como en el Ártico.
La última expedición de Franklin también ha inspirado una gran cantidad de obras musicales, comenzando con la balada "Lady Franklin's Lament" (también conocida como "Lord Franklin"), que fue compuesta en la década de 1850 y ha sido grabada por decenas de artistas, entre ellos Martin Carthy, Pentangle, Sinéad O'Connor, Pearlfishers y John Walsh. Otras canciones basadas en la figura de Franklin son "I'm Already There", de Fairport Convention, y "Frozen Man", de James Taylor, sobre la base de las fotografías que Beattie hizo al cadáver congelado de John Torrington.
La influencia de la expedición de Franklin en la literatura canadiense ha sido especialmente significativa. Entre las más conocidas baladas contemporáneas sobre Franklin está "Northwest Passage" (1981), del cantante folk de Ontario Stan Rogers, que ha sido denominada como el himno nacional no oficial de Canadá. La distinguida novelista canadiense Margaret Atwood también ha hablado de la expedición de Franklin como una especie de mito nacional de Canadá, señalando que «en todas las culturas hay muchas historias, pero solo algunas se cuentan y se vuelven a contar y estas perduran... en la literatura canadiense, una de tales historias es la expedición de Franklin».
En las artes gráficas, la pérdida de la expedición de Franklin ha inspirado una serie de cuadros en los Estados Unidos y Gran Bretaña. En 1861, Frederic Edwin Church dio a conocer su gran lienzo The Icebergs; más tarde ese año, antes de ser llevado a Inglaterra para su exposición, añadió una imagen de la rotura del mástil del buque como un silencioso homenaje a Franklin. En 1864, el cuadro de sir Edwin Landseer El hombre propone, Dios Dispone causó un revuelo en la exposición anual de la Royal Academy, al representar a dos osos polares, uno mordisqueando una ajada bandera y el otro royendo los huesos de un torso humano. La pintura fue considerada como de muy mal gusto, pero aun así sigue siendo una de las más poderosas representaciones gráficas del destino final de la expedición. La expedición también ha inspirado numerosos grabados e ilustraciones populares junto con muchos panoramas, dioramas, imágenes para la linterna mágica y espectáculos.
En 2018, la cadena AMC lanzó una serie de 10 capítulos para la televisión titulada The Terror y basada en el libro homónimo de ficción de Dan Simmons publicado en 2007.
De igual forma uno de los DLC del videojuego de estrategia Anno 1800 tiene como eje principal la expedición de sir John Franklin, con una serie de misiones inspiradas en los sucesos de la expedición, y la búsqueda patrocinada por Lady Jane Franklin de la misma.

## Cronología
- 19 de mayo de 1845: La expedición de Franklin zarpa de Inglaterra.
- Julio de 1845: La expedición atraca en Groenlandia, envía a casa a cinco hombres y un lote de cartas.
- 28 de julio de 1845: Último avistamiento de la expedición por un barco ballenero en la Bahía de Baffin.
- 1845-1846: La expedición inverna en la isla Beechey. Tres tripulantes mueren de escorbuto y tuberculosis y son enterrados allí.
- 1846: El Erebus y el Terror abandonan la isla Beechey y navegan por el Peel Sound hacia la isla del Rey Guillermo.
- 12 de septiembre de 1846: Los barcos quedan atrapados en el hielo frente a la isla del Rey Guillermo.
- 1846-1847: La expedición inverna en la isla del Rey Guillermo.
- 28 de mayo de 1847: Fecha de la primera nota, dice: "Todos bien" (última nota positiva).
- 11 de junio de 1847: Franklin muere.
- 1847-1848: La expedición de nuevo pasa el invierno en la isla del Rey Guillermo, al no haberse descongelado el hielo que tenía atrapados a los barcos en el verano de 1847.
- 22 de abril de 1848: El Erebus y el Terror son abandonados después de un año y siete meses atrapados en el hielo.
- 25 de abril de 1848: Fecha de la segunda nota, que dice que 24 hombres han muerto y los sobrevivientes planean marchar al sur el 26 de abril, hacia la bocamar del río Back.
- 1850 (?): Los inuit suben a bordo de un buque abandonado en el hielo en las proximidades de la isla del Rey Guillermo.
- 1850 (?): Los inuit ven a 40 hombres caminando al sur de la isla del Rey Guillermo.
- 1851 (?): Cazadores inuit ven a cuatro hombres que seguían caminando hacia el sur, siendo este el último avistamiento de los supervivientes; así se lo contaron a Charles Hall.
- 1854: John Rae entrevista a los inuit de la zona, quienes le cuentan que 40 miembros de la expedición murieron de hambre después de recurrir al canibalismo.
- 1859: McClintock encuentra el bote abandonado y localiza los mensajes en un montículo de piedras en la isla del Rey Guillermo.